# Retocomus crowsoni
Retocomus crowsoni är en skalbaggsart som beskrevs av Abdullah 1965. Retocomus crowsoni ingår i släktet Retocomus och familjen kvickbaggar. Inga underarter finns listade i Catalogue of Life.